# Wsewolod Wladimirowitsch
Wsewolod Wladimirowitsch (russisch Все́волод Влади́мирович; * um 983/984, † vor 1013) war der erste Fürst von Wolhynien (um 987–1008/1013).

## Leben
Wsewolod wurde wahrscheinlich 983 oder 984 geboren.
Er war ein Sohn von Fürst Wladimir dem Großen und dessen Frau Rogneda.
987 oder 988 wurde Wsewolod von seinem Vater als erster Fürst im neu gegründeten Fürstentum Wolhynien eingesetzt.
In einer nordischen Saga wurde von einem Fürsten Vissavald berichtet, der um 995 um die Hand der schwedischen Königin Sigrid der Stolzen anhielt und dabei getötet wurde.
Der Name deutet auf Wsewolod, wahrscheinlich war aber sein Bruder Wyscheslaw von Nowgorod gemeint.
1008 oder 1013 lebte er nicht mehr, als das Fürstentum Wolhynien von Jaropolk von Polozk erobert wurde.